# Боцманов (Кролевецкий район)
Боцманов (укр. Боцманів) — село, Реутинский сельский совет,
Кролевецкий район, Сумская область, Украина.
Код КОАТУУ — 5922687203. Население по переписи 2001 года составляло 22 человека .

## Географическое положение
Село Боцманов находится на расстоянии в 3 км от города Кролевец, недалеко от истоков реки Коропец.
Село окружено лесным массивом.

## Достопримечательности

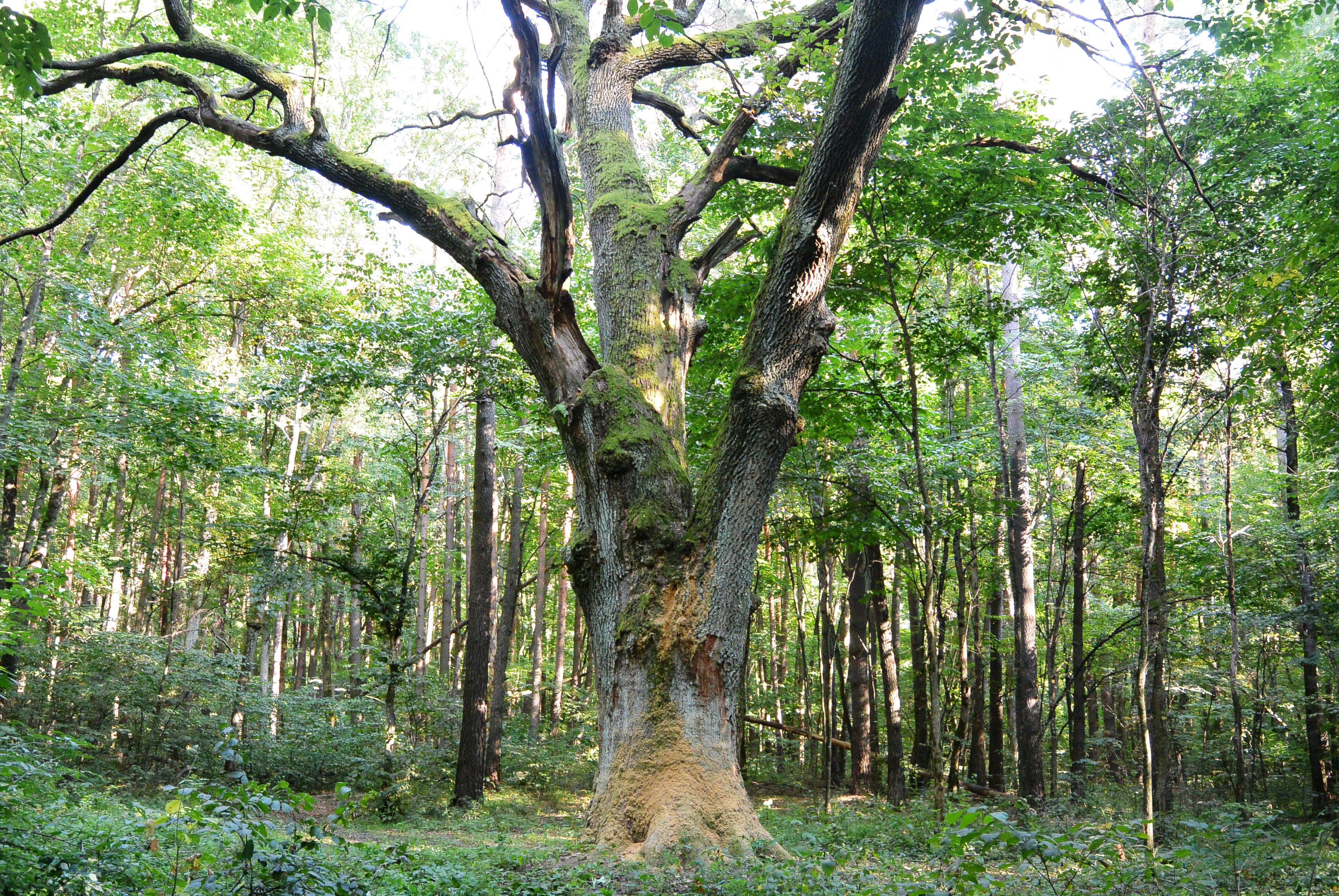
Дуб Орел

- У лесном массиве около села находиться ботанический памятник природы местного значения «Дуб-орел» – древний дуб с уникальными параметрами: обхват 555 см, высота около 30 м, примерный возраст – 450-500 лет.